# Dietmar Hötger
Dietmar Hötger (ur. 8 czerwca 1947 w Hoyerswerdzie) – niemiecki judoka. Brązowy medalista olimpijski z Monachium.
Reprezentował barwy Niemieckiej Republiki Demokratycznej. Brał udział w dwóch igrzyskach olimpijskich (IO 72, IO 76), w 1972 zdobył brąz w wadze półśredniej, do 70 kilogramów. Dwukrotnie stawał na podium mistrzostw świata, w 1973 sięgając po srebro, w 1971 po brąz. W 1972 i 1973 zostawał mistrzem Europy, w 1970 i 1976 był drugi na tej imprezie, w 1975 trzeci.